# 生山站
生山站（日语：／ Shōyama eki */?）是位於鳥取縣日野郡日南町生山字後藤屋敷，西日本旅客鐵道（JR西日本）的伯備線車站。事務管號碼為▲640402。

## 歷史
- 1923年（大正12年）11月28日 - 伯備北線黑坂站至此站之間開業，此終點站啟用。
  - 當時車站地址為鳥取縣日野郡日野上村生山字後藤屋敷。
- 1924年（大正13年）12月6日 - 伯備北線延延伸上石見站，成為中途站。
- 1928年（昭和3年）10月25日 - 伯備北線成為伯備線一部分。
- 1955年（昭和30年）5月20日 - 隨著伯南町成立，車站地址為鳥取縣日野郡伯南町生山字後藤屋敷。
- 1959年（昭和34年）4月1日 - 隨著日南町成立，車站地址為鳥取縣日野郡日南町生山字後藤屋敷。
- 1987年（昭和62年）4月1日 - 伴隨國鐵分割民營化，車站由西日本旅客鐵道（JR西日本）營運。
- 2016年（平成28年）
  - 9月25日 - 生山站內的Kiosk結業。
  - 12月17日 - 此站可以使用IC卡「ICOCA」[2][3]。設置IC卡專用簡易閘機。

## 車站構造

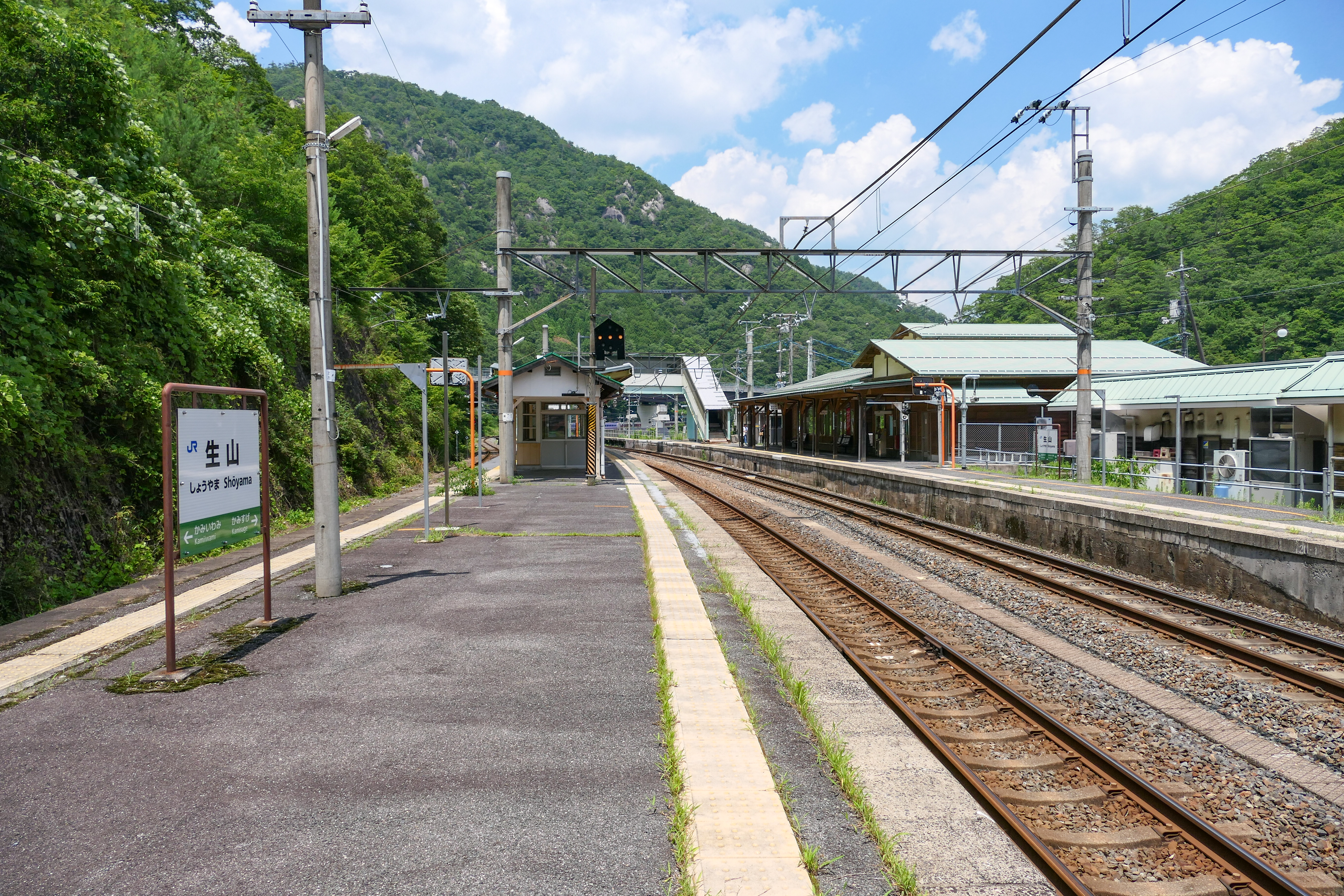
月台（2023年7月）

車站是一座地面車站，設有2面3線的單式、島式月台，可進行列車交會與待避。車站大樓位於1號月台（單式月台）旁邊，月台之間設有跨線橋連接。
此站是由JR西日本米子MAINTEC負責車站業務的業務委託車站，由米子站管理。
車站大樓在車站啟用時已經開始使用。隨後隨著車站周邊進行開發，近年把車站大樓重建。現時的車站大樓內設有地域之間交流設施三葉草設施。車站內設有綠色窗口，但只於部分時間營業。另外，車站內設有搜尋鐵路、巴士路線與時間表的「巴士網」終端機。車站內也設有男女濕廁。
在伯備線中，設有普通列車行走於米子站至此站之間，而此站至藝備線轉乘站備中神代站之間，為伯備線中較少普通列車班次的區間。
約半數特急「八雲」停此站。在此站停站的「八雲」會通過根雨站，下行尾班列車則通過此站與根雨站。

### 月台
| 月台 | 路線   | 上下行 | 方向             |
| ---- | ------ | ------ | ---------------- |
| 1    | 伯備線 | 上行   | 新見、岡山方向   |
| 2・3 | 伯備線 | 下行   | 米子、出雲市方向 |

1號月台為上行本線，2號月台為下行本線，3號月台為上下行副本線，可讓上下行列車使用，但是實際上只用作從此站出發前往米子方向的列車使用。另外，貨物列車也會停3號月台。

## 使用狀況
以下為近年1日平均上下車人次列表：
| 乘車人次變化 | 乘車人次變化      |
| 年度         | 1日平均上下車人次 |
| ------------ | ----------------- |
| 2008年       | 288               |
| 2009年       |                   |
| 2010年       |                   |
| 2011年       | 245               |
| 2012年       | 224               |
| 2013年       | 219               |
| 2014年       | 198               |
| 2015年       | 216               |

## 車站周邊
在車站北邊設有高速公路（地域高規格道路）國道183號江府三次道路（生山道路）通過。
- 車站大道Plala
- 生山郵局
- 鳥取銀行
- 山陰合同銀行
- 國道183號（日语：国道183号）江府三次道路（日语：江府三次道路）（生山道路）
- 鳥取縣道8號新見日南線（日语：岡山県道・鳥取県道8号新見日南線）
- 鳥取縣道223號生山停車場線（日语：鳥取県道223号生山停車場線）
- 日南町公所距離此站較遠，需在此站轉乘日南町營巴士（日语：日南町営バス）（町公所曾經位於車站附近，自從鳥取縣西部地震後，町公所向西遷移約3公里）。

## 巴士路線
車站前設有巴士站
- 日南町營巴士（日语：日南町営バス）
  - 菅澤神社前、印賀駐在所前、砥波方向
  - 日南醫院、日南中學（日语：日南町立日南中学校）前、日南町公所前、矢戶、山之上小學前、阿毘緣車廠前方向
  - 日南醫院、日南中學前、日南町公所前、矢戶、河上木谷橋、新屋方向
  - 日南醫院、上石見站前、下花口方向
  - 日南醫院、市場、高代公民館前、上坂車廠前方向
- 日野町營巴士（日语：日野町営バス (鳥取県)）
  - 上菅站前、黑坂站前、下菅、日野醫院前、根雨站前方向

## 相鄰車站
西日本旅客鐵道
 伯備線
- 部分特急「八雲」停車站。

上石見－（下石見號誌站）－生山－上菅

## 注腳
1. ↑  日本國有鐵道旅客局(1984)『鉄道・航路旅客運賃・料金算出表 昭和59年４月20日現行』。
2. ↑  奧平真也. . 朝日新聞 (朝日新聞社). 2016-12-18: 晨報 島根版.
3. ↑  山陰線（出雲市～伯耆大山駅間）、伯備線（根雨駅、生山駅、新見駅）ICOCAご利用開始日・自動改札機ご利用開始日決定! （页面存档备份，存于） - 西日本旅客鐵道（2016年10月18日）
4. ↑  国土数値情報(駅別乗降客数データ)  （页面存档备份，存于） - 國土交通省，2019年7月4日參閲
5. ↑  鳥取縣. . とりネット県民の声公開用データベース.   [2011-09-11]. （原始内容存档于2011-09-10）.

## 外部連結
- 生山｜車站資訊：JR出門網 - 西日本旅客鐵道